# ایو پیرس
ایو پیرس (انگلیسی: Eve Pearce؛ زادهٔ ۱۷ آوریل ۱۹۲۹) شاعر، بازیگر و نویسنده اهل بریتانیا است.
از فیلم‌ها یا برنامه‌های تلویزیونی که وی در آن نقش داشته‌است می‌توان به خیابان کورونیشن، پوآرو، شهر هالبی، ویمبلدون، وارونه و زن سیاه‌پوش: فرشته مرگ اشاره کرد.